# Bách khoa toàn thư Doosan
Bách khoa toàn thư Doosan (tiếng Anh: Doosan Encyclopedia; tiếng Hàn: 두산세계대백과사전) là bộ bách khoa toàn thư tiếng Hàn Quốc được xuất bản bởi Doosan Donga (두산동아). Bách khoa toàn thư này dựa trên Bách khoa toàn thư màu Dong-A (동아원색세계대백과사전), gồm có 30 tập và bắt đầu được xuất bản vào năm 1982 bởi Nhà xuất bản Dong-A (동아출판사). Tháng 2 năm 1985, nhà xuất bản Dong-A sáp nhập vào Doosan Donga, một công ty con của tập đoàn Doosan.

## Ấn bản kỹ thuật số

### EnCyber
Phiên bản trực tuyến của Bách khoa toàn thư Doosan có tên là EnCyber, là sự kết hợp của hai từ tiếng Anh: Encyclopedia và Cyber. Doosan tuyên bố với phiên bản này, nó hướng tới mục tiêu trở thành một trung tâm của tri thức sống. EnCyber cung cấp nội dung miễn phí cho độc giả qua các cổng thông tin điện tử của Hàn Quốc như Naver. Naver đã vươn lên vị trí dẫn đầu trong thị trường công cụ tìm kiếm ở Hàn Quốc một phần là nhờ sự phổ biến của bách khoa toàn thư EnCyber. Khi Naver ký hợp đồng độc quyền với Doosan Donga vào năm 2003, công ty này trước đây đã trả nhiều tỷ won tiền bản quyền cho Naver.
Các bài viết trong EnCyber nhằm mục đích giáo dục độc giả ở mọi lứa tuổi. Nó được xem là bộ bách khoa toàn thư lớn ở Hàn Quốc. Tính đến  năm 2009, EnCyber là bách khoa toàn thư trực tuyến lớn nhất Hàn Quốc.

### Doopedia
Ngày 1 tháng 11 năm 2010, phiên bản kỹ thuật số của Bách khoa toàn thư Doosan được đổi tên thành 'doopedia', được ghép giữa tên công ty 'Doosan' và từ tiếng Anh 'encyclopedia'. Ngày 7 tháng 11 năm 2013, đã có 463.953 trang trong 'doopedia'. Trong Wikipedia tiếng Hàn Quốc vào thời điểm đó có 252.830 bài viết bách khoa. 